# Compagnia Arcieri di Malpaga Bartolomeo Colleoni
La Compagnia Arcieri di Malpaga Bartolomeo Colleoni di Bergamo è una associazione sportiva che si dedica alla pratica ed alla diffusione dello sport del tiro con l'arco.
La società sportiva prende il nome da una compagnia di arcieri creata dal condottiero di ventura Bartolomeo Colleoni, per esibirsi in gare e spettacoli pubblici.
La Compagnia viene fondata nel 1957 con il codice 04/004 su iniziativa di Karl Armin Henkel e Giusi Pesenti. È una delle fondatrici della Fitarco e oggi è la più antica Compagnia d'Italia ancor esistente.
A livello di dirigenti federali può vantare tra i suoi membri diverse figure di rilievo quali i presidenti di FITArco Annibale Cavalchini ed Ignazio Bellini.
Diversi soci hanno dato con i loro risultati un'impronta significativa alla storia agonistica della FITArco. Tra questi vanno annoverati Annibale Cavalchini, presente nelle prime nazionali azzurre; Guido Bonalumi, che raggiunse il suo miglior risultato con secondo posto a squadre ai Campionati Mondiali Targa del 1977 a Canberra; Fabio Cinquini, per 6 volte campione italiano nella categoria arco nudo.
Nella specialità della ski archery troviamo Andrea Mismetti, Gaetano Previtali, Giordano Brighenti e i fratelli Angelo ed Ermes Giussani, più volte campioni italiani a livello individuale e di squadra.
Nella specialità dell'arco compound troviamo Luciano Falcoz, Ruggero Dondoni e Marco Plebani, vincitori di due titoli nazionali a squadre.
In ambito femminile l'esponente più importante è stata Amalia Stucchi, nella specialità compound, più volte campionessa italiana e convocata diverse volte in nazionale. Con la nazionale ha ottenuto un secondo posto ai Campionati Europei del 2007 a Bjelovar, nel tiro di campagna.
Molto significativa è stata anche Gloria Villa, medaglia d'oro ai mondiali di tiro con l'arco 3D.